# Gerhard Harbolla
Gerhard Harbolla (* 25. November 1935) ist ein ehemaliger deutscher Fußballspieler. Von 1954 bis 1958 spielte er für Rotation Babelsberg in der DDR-Oberliga, der höchsten Liga im DDR-Fußball. 

## Sportliche Laufbahn
Im April 1954 gehörte Gerhard Harbolla, Juniorenspieler bei der Betriebssportgemeinschaft (BSG) Rotation Babelsberg,
zum Aufgebot  der DDR-Junioren-Nationalmannschaft für das FIFA-Jugendturnier 1954. In den fünf Spielen, nach denen die DDR den siebten Platz belegte, kam Harbolla einmal zum Einsatz. 
Zu Beginn der Saison 1954/55 wurde Harbolla in das Oberliga-Aufgebot der BSG Rotation aufgenommen. Von den 26 Oberligaspielen bestritt der 19-jährige Neuling neun Begegnungen, die der hauptsächlich in der Hinrunde als Stürmer absolvierte. In der Rückrunde wurde er nur noch zweimal eingesetzt, dabei in einem Spiel als Einwechsler. Dreimal kam er zum Torerfolg, seinen ersten Oberligatreffer erzielte er bei seinem zweiten Einsatz beim 1:1 gegen Turbine Halle. In den folgenden vier Oberliga-Spielzeiten mit insgesamt 91 Spielen erreichte Harbolla mit 84 Einsätzen einen Stammplatz in der Mannschaft. Dabei wurde hauptsächlich im Mittelfeld aufgeboten.
Im August 1956 wurde Gerhard Harbolla in den Kader der Nachwuchsnationalmannschaft für das Länderspiel gegen Bulgarien berufen. In dem in Halle (Saale) ausgetragenen Spiel, das mit einem 3:1-Sieg für die DDR endete, gehörte Harbolla zu den zahlreichen Neulingen in der Mannschaft und wurde als linker Mittelfeldspieler eingesetzt. Ebenso wie bei seinem einzigen Junioreneinsatz blieb es bei ihm auch bei nur einem Nachwuchsländerspiel.
Nachdem Rotation Babelsberg 1958 aus der Oberliga abgestiegen war, bestritt Harbolla noch zwei Spielzeiten in der DDR-Liga. Auch dort war er bei Rotation weiter Stammspieler und fehlte bei den 52 Ligaspielen nur in sechs Begegnungen. 1961 sollte die 1. Mannschaft der BSG Rotation zum neu gegründeten SC Potsdam transferiert werden. Der 25-jährige Gerhard Harbolla machte den Wechsel jedoch nicht mit und nahm in Kauf, künftig mit der 2. Mannschaft in der fünftklassigen Bezirksklasse zu spielen. 